# Scaphochlamys polyphylla
Scaphochlamys polyphylla là một loài thực vật có hoa trong họ Gừng. Loài này được Karl Moritz Schumann miêu tả khoa học đầu tiên năm 1899 dưới danh pháp Haplochorema polyphyllum. Năm 1972, Brian Laurence Burtt và Rosemary Margaret Smith chuyển nó sang chi Scaphochlamys.

## Mẫu định danh
Thông tin về mẫu định danh lấy theo Schumann (1899), Ridley (1910), Valeton (1918) và ZRC.
- H. polyphyllum: O. Beccari Pi. Born. 2324; thu thập tại huyện Lundu, tỉnh Kuching, bang Sarawak. Holotype lưu giữ tại Bảo tàng Lịch sử Tự nhiên Italia ở Firenze (FI). Tọa độ lấy mẫu khoảng 1°40′47″B 109°50′53″Đ / 1,67972°B 109,84806°Đ.
- G. bractescens: F.W. Foxworthy 42; thu thập năm 1908 tại huyện Lundu, tỉnh Kuching, bang Sarawak. Holotype lưu giữ tại Vườn Thực vật Singapore (SING). Tọa độ lấy mẫu xấp xỉ tọa độ nói trên.
- G. laxiflorum: J.E. Teijsmann 10916; thu thập ngày 5 tháng 11 năm 1874  tại cao độ 300m, dãy núi Opi, Monterado, tỉnh Tây Kalimantan. Holotype tại Trung tâm Nghiên cứu Sinh học Indonesia ở Cibinong (BO), isotype tại FI. Tọa độ lấy mẫu khoảng 0°45′0″B 109°8′0″Đ / 0,75°B 109,13333°Đ.

## Phân bố
Loài này có trên đảo Borneo, ở bang Sarawak, Malaysia và tỉnh Tây Kalimantan, Indonesia. Nó được tìm thấy ở cao độ thấp (10–130 m) trong các thung lũng ẩm ướt, trong các rừng thạch nam (kerangas) nhiệt đới trên đất cát với lớp mùn dày và trên đất podzol.

## Mô tả
Cây thảo thân rễ, lâu năm, nhỏ, mọc thành cụm, cao 25–35 cm. Thân rễ bò lan, gồm các lóng ngắn khoảng 0,5 cm. Các chồi lá không khác biệt, nhiều (2-6) lá, cụm chặt cùng nhau tạo ra bề ngoài như búi lá. Cuống lá vừa phải, dài 6–9 cm, mỏng, có rãnh, nhẵn nhụi; bẹ không lá bao phủ mép mỏng, dạng màng, khi khô màu nâu, dài 5–7 cm. Bẹ lá dài rộng 3–4 mm, rộng, khác biệt. Lưỡi bẹ 2 thùy, dài 1,5–2 mm, nhẵn nhụi. Phiến lá từ thẳng tới hình elip, hình mác, đỉnh nhọn thon và nhọn đột ngột, đáy thon nhỏ dần, dài 7–15 cm và rộng 2-3,5 cm, hơi bất đối xứng, có mấu nhọn, gân ở cả hai bên phần giữa 4 song song dạng giấy, nhẵn nhụi; mặt trên màu xanh lục sẫm và trở thành màu xám khi khô; mặt dưới màu xanh lục nhạt đôi khi có ánh tía và trở thành màu nâu đỏ khi khô, nhẵn nhụi đến thưa lông tơ dọc theo gân giữa. Cụm hoa ở bên, dài 9 cm, xếp lợp khi non và trở thành lỏng lẻo hơn và nhẵn nhụi do trục thuôn dài theo tuổi. Cuống cụm hoa dài 2–5 cm, nói chung nhẵn nhụi, đôi khi có lông tơ. Lá bắc 8-12; dài 2-3,5 cm, rộng 0,7 cm; cứng; thẳng với đáy cụp trong và trở thành hở về phía đỉnh, nhiều hoa; đỉnh từ nhọn tới có mấu nhọn, đôi khi màu tía; mép mỏng, hơi nhăn, đôi khi có ánh đỏ; mặt ngoài có lông tơ mịn che phủ, nhẵn nhụi khi già; màu nâu khi khô; mỗi lá bắc đỡ ~4 hoa. Lá bắc con nhỏ, dài 5 mm, hình trứng, nhọn cuốn trong nhẵn nhụi; lá bắc con thứ nhất dài 1–2 cm, thẳng, nhẵn nhụi, đỉnh nhọn. Hoa có cuống rất ngắn, đực; bầu nhụy vô sinh, nhẵn nhụi, dài 2 mm; đài hoa dài 9 mm, khe chẻ một bên; ống tràng thanh mảnh, dài 12 mm; thùy tràng lớn hầu như không có nắp, nhọn, đỉnh hơi cuộn vào trong, dài 8–9 mm; cánh môi ngắn, dài 10 mm, 2 thùy sâu; nhị ngắn hơn cánh môi, dài 7–8 mm; nhị lép bên dài như nhị; mô vỏ bao phấn dài 7–8 mm; mào ngắn và tù; mô liên kết ngắn, cắt cụt; nhị lép bên tù, dài xấp xỉ bằng nhị hoa, ~8 mm.
Loài này về hình thái là tương tự như S. malaccana có trên bán đảo Mã Lai hơn là với các loài Scaphochlamys khác ở Borneo do có các cụm hoa sắp xếp lỏng lẻo với các lá bắc dạng da bền cuộn trong chặt ở gần đáy nhưng dẹt ở gần đỉnh. S. polyphylla phân biệt với S. samunsamensis ở chỗ các phiến lá hẹp hơn, chỉ rộng ~2–3,5 cm với mặt xa trục nhẵn nhụi (không rộng tới ~4,5 cm với mặt xa trục có lông tơ), và hoa có mùi hôi rất nhẹ (không nồng như mùi hoa nhài). Loài này phổ biến rộng và có thể đại diện cho một tổ hợp loài. Nhìn chung, các cây thu được từ các địa phương khác nhau là khá giống nhau. Tuy nhiên, các cây riêng lẻ từ các quần thể khác biệt có thể có một vài đặc điểm khác nhau, bao gồm sự hiện diện của màu đỏ (trên cuống lá, trên mặt xa trục của phiến lá, cuống cụm hoa và lá bắc), chiều dài của nhị lép và mùi hoa. Các loài có sự biến đổi màu sắc không phải là hiếm ở Scaphochlamys (ví dụ như S. biloba, S. breviscapa và S. kunstleri), và chiều dài nhị lép có thể khác nhau ngay cả trong cùng một quần thể. Các lá bắc của S. polyphylla ban đầu chụm lại gần nhau trước khi trục cụm hoa thuôn dài ra để tạo ra một cụm hoa sắp xếp lỏng lẻo. Vì thế, các cụm hoa non có vẻ khác với các cụm hoa thuần thục. Sự khác biệt về mùi hoa xảy ra với các bộ sưu tập từ Lundu tạo ra mùi hôi rất nhẹ trong khi các bộ sưu tập từ Sri Aman tạo ra mùi khó phát hiện.

## NhómPolyphylla
Nhóm Polyphylla được xác định bằng cụm hoa sắp xếp xoắn ốc lỏng lẻo; các lá bắc như da, bền, lá bắc con có thể phân biệt được với lá bắc, ngắn hơn, lá bắc con thứ nhất gập đôi; hoa nhỏ, dài ~3 cm với cánh môi ~1,5 cm (các sọc tía gần đáy). Nhóm này chỉ hạn chế ở chỏm phía tây Sarawak và tỉnh Tây Kalimantan. Bao gồm 2 loài là S. polyphylla và S. samusamensis.